# Кржеминский, Николай Ипполитович
Никола́й Ипполи́тович Кржеми́нский (около 1857, Брацлав — после 1882) — российский революционер-народник, брат Игнатия Кржеминского.

## Биография
Родился около 1857 года в Брацлаве Подольской губернии Российской империи в семье польских мещан. Обучался в Киевском университете и Медико-хирургической академии (в источниках не указано, какой именно). В 1876 году примкнул в «Обществу друзей». Отправился вместе с Иваном Логгиновичем Линёвым в село Мостовку Ардатовского уезда Нижегородской губернии, где проживал в качестве наёмного работника в сельскохозяйственной коммуне, организованной Линёвым. Был арестован 19 (7) июня 1877 года в Мостовке по «делу „Общества друзей“». Высочайшим повелением от 29 ноября (11 декабря) 1878 года был определён к высылке в одну из северо-восточных губерний под надзор полиции. С 14 (26) января 1879 года — в Великом Устюге Вологодской губернии, позднее — в Вельске Архангельской губернии. В 1880 году освобождён, после чего вернулся в Киев. В 1881—1882 годах входил в число членов «Народной воли», вёл пропаганду среди студентов. В 1882 году отошёл от революционной деятельности. Дальнейшая судьба неизвестна.